# Super.modern.artistic.performance
『super.modern.artistic.performance』（スーパー・モダン・アーティスティック・パフォーマンス）は、SMAPの18枚目のオリジナルアルバム。 2008年9月24日にビクターエンタテインメントから発売された。

## 解説
本アルバムは、モダンで芸術的で見たことがない新しいSMAPがコンセプト。
ジャケットデザインは、前作『Pop Up! SMAP』同様、デザイナーの佐藤可士和が手掛けた。
発売日の2日後には、本作のジャケットと同一の表紙となったフリーペーパー『ホットペッパー』が発行された。各メンバーの本作に関するインタビューの他、ライブツアー特集が組まれている。
本作リリース前にリリースされた「ありがとう」「弾丸ファイター」「White Message」は収録されていない。
2007年に期間限定で配信された「Mermaid」は本作でCD初収録となったが、同時期期間限定で配信された「旅立ちの日に」は収録されていない。
本作で、SMAPはアルバム総売上枚数1000万枚を突破した。アルバム総売上枚数1000万枚突破は、2006年6月12日付のスピッツ以来2年4か月ぶり史上27組目、男性のボーカルグループでは、1993年10月18日付のCHAGE and ASKA以来15年ぶり史上2組目となった。

## 収録曲

### DISC 1
1. Theme of 019 super.modern.artistic.performance（inst.）
Produced by will.i.am ［BLACK EYED PEAS］、Written by:William Adams
本作のアルバムコンセプト「今まで見たことのないSMAP」を象徴したアルバムテーマ曲。演奏時間は1分35秒とSMAPアルバムのテーマ曲では最も短い楽曲となっている。また、初回プレス盤とそれ以降の盤で導入部分の構成が若干異なっており、初回プレス盤の演奏時間は1分31秒。
SMAPのアルバムテーマは、ほぼ常にインストゥルメンタル（あるいはそれに近い形）で、この曲も歌詞が存在するもののSMAPの歌唱ではなく、ブックレットにも歌詞が記載されていないが、2009年6月22日にフジテレビ系『SMAP×SMAP』にブラック・アイド・ピーズがゲスト出演した際、SMAP自身とブラック・アイド・ピーズによる歌唱で披露されている。
2. この瞬間、きっと夢じゃない
作詞・作曲：Hi-Fi CAMP、編曲：長岡成貢
43rdシングル
TBS系『北京オリンピック』テーマソング
2008年12月31日放送の『第59回NHK紅白歌合戦』で披露された。
3. Jazz
作詞：Gabriela Robin・はしもとみゆき、作曲：菅野よう子、編曲：CHOKKAKU、ブラスアレンジ：村田陽一
SMAPとしては珍しい、ジャズ調の楽曲（過去には「ギョーカイ地獄いちどはおいで」（アルバム『SMAP 005』に収録）などのジャズ調の楽曲があった。またソロでは前年のアルバム『Pop Up! SMAP』で稲垣がナット・キング・コールの「L-O-V-E」をカバーし、自らSMAPジャズ班を名乗っていた）。
4. Love loser
作詞：権八成裕、作曲：microman、編曲：CHOKKAKU
5. あなたのためにできること - 木村拓哉・稲垣吾郎・草彅剛
作詞：大智、作曲：大智・miyakei、編曲：森大輔
6. Keep on
作詞：Kim E Na・相田毅、作曲：Ann Jeong Hoon、編曲：Ann Jeong Hoon & A K
7. Mermaid
作詞：大智、作曲：大智・宮崎誠、編曲：平田祥一郎
配信限定曲
テレビ朝日系『世界水泳メルボルン2007』テーマソング
2007年に期間限定で配信されていたが、本作でCD初収録となった。
8. ひとつだけの愛〜アベ・マリア
作詞：藤澤ノリマサ、Rap詞：JACRREN、作曲：藤澤ノリマサ・Charles François Gounod、編曲：前口渉
サビ部分にグノーの「アヴェ・マリア」をアレンジした楽曲。そのため、歌詞カードの作曲者欄にグノーの名前がクレジットされている。
そもそもグノーの「アヴェ・マリア」自体がJ.S.バッハの『平均律クラヴィーア曲集』第1巻の前奏曲第1番ハ長調に歌詞と旋律を付け足したものであるが、この曲ではほぼそのグノーが付け足した旋律のみを用いているため、いわゆる「原曲の原曲」のバッハのそれとは、もはやコード進行程度しか一致しない。
9. はじまりのうた
作詞・作曲・編曲：島崎貴光、ストリングスアレンジ：クラッシャー木村
5thベスト・アルバム『SMAP AID』、6thベスト・アルバム『SMAP 25 YEARS』にも収録されている。
10. ココロパズルリズム
作詞・作曲・編曲：中田ヤスタカ （capsule）
11. そのまま
作詞：Blaise・Maynard・tax （MONKEY MAJIK）、作曲：Blaise・Maynard （MONKEY MAJIK）、編曲：川端良征
42ndシングルの1曲目
稲垣吾郎主演 TBS系日曜劇場『佐々木夫妻の仁義なき戦い』主題歌
SMAP出演 NTT東日本「フレッツ光」CMソング
12. Last Smile
作詞：Satomi、作曲：松本良喜、編曲：宗像仁志
13. Still U
作詞・作曲：J.Y.Park "The Asiansoul"、編曲：J.Y.Park "The Asiansoul" & Jisang Hong
歌詞には字余りの部分が存在するが、面白いということで仮歌の段階の歌詞がそのまま採用された。
『SMAP×SMAP』『FNS歌謡祭2008』で披露された。
14. どうか届きますように
作詞・作曲：MORISHINS'、編曲：REO
5thベスト・アルバム『SMAP AID』、6thベスト・アルバム『SMAP 25 YEARS』にも収録されている。

### DISC 2
1. 宮下がつくったうた - 中居正広
作詞：N.マッピー・宮下昌也、作曲：N.マッピー・宮下浩司・宮下昌也、編曲：N.マッピー・宮下浩司
2. Style - 木村拓哉
作詞：仲村達史、作曲：久保田利伸、編曲：中西亮輔
作曲を担当した久保田からタイプの異なる2曲のデモテープを渡され、どちらか好きな方を選べ、と言われて木村がこの曲を選んだ。この曲を選んだ理由は、「もう一方の曲は自分にはもったいないと思った」からだという。
自身のソロライブツアー『TAKUYA KIMURA Live Tour 2020 Go with the Flow』にて約12年ぶりに披露された。
3. Life Walker - 稲垣吾郎
作詞：森浩美、作曲：Burt Bacharach、編曲：小西康陽、オーケストレイション：村山達哉
洋楽のリズムに日本語の歌詞を当てはめた楽曲であるため、稲垣は歌入れの際に苦労したという。
4. ソウデス! - 草彅剛
作詞：ナイス橋本、作曲：ナイス橋本 & TOMISIRO、編曲：TOMISIRO
5. Here Is Your Hit - 香取慎吾
Produced by will.i.am ［BLACK EYED PEAS］、Written by：William Adams・Jean Baptiste
楽曲は、レコーディングの期限ぎりぎりに提供された。また、この曲は複数ある候補曲の中から選んだものであり、国際電話でウィルが香取に向けてすべての候補曲を歌って聴かせ、その中から香取が選んだものであるという。この作業は、ビクターの関係者ではない『SMAP×SMAP』のプロデューサーがアメリカに渡り行われた。

## 演奏
Disc 1
- ウィル・アイ・アム：Drum Programming (#1)
- 鈴木英俊：Guitar (#2)
- クラッシャー木村ストリングス：Strings (#2.4.5.9)
- 知野芳彦 
  - Chorus (#2.3.4.7.8.9.12.14)
  - Electric Guitar (#11)
- 長岡成貢：All Other Instruments (#2)
- 村田陽一：Trombone (#3)
- 菅坂雅彦、奥村晶：Trumpet (#3)
- ボブ・ザング、竹野昌邦：Sax (#3)
- CHOKKAKU：All Other Instruments (#3,4)
- 松原秀樹：Bass (#4)
- オオニシユウスケ：Acoustic Guitar (#5)
- 森大輔：Piano, Chorus, All Other Instruments (#5)
- Tammy：Acoustic Guitar, Electric Guitar (#6)
- Ann Jeong Hoon & A K：All Other Instruments (#6)
- 木下徹：Guitar (#7)
- 鈴木正則、斉藤幹雄：Trumpet (#7)
- 竹上良成：Alto Sax (#7)
- 鹿討奏：Trombone (#7)
- 平田祥一郎：All Other Instruments (#7)
- 藤澤ノリマサ、WAKANA：Chorus (#8)
- 前口渉：All Other Instruments (#8)
- 川崎哲平：Bass (#9)
- 石井裕：Acoustic Guitar, Electric Guitar (#9)
- 島崎貴光：All Other Instruments (#9)
- Blaise Plant (MONKEY MAJIK)：Additional Vocals (#11)
- 斎藤誠：Acoustic Guitar (#11)
- 四家卯大ストリングス：Strings (#11)
- 松本圭司：Piano (#12)
- 長谷川雄二：Acoustic Guitar (#12)
- 西脇辰弥：Harmonica (#12)
- 工藤美穂ストリングス：Strings (#12)
- KAZCO：Chorus (#12)
- J.Y.Park：Background Vocal, Computer Programming (#13)
- Jisang Hong：Computer Programming (#13)
- 鈴木健治：Acoustic Guitar, Electric Guitar (#14)
- REO：All Other Instruments (#14)

Disc 2
- 宮下昌也：Chorus (#1)
- 宮下浩司：All Other Instruments (#1)
- Armin Takeshi Linzbichler：Drums (#2)
- 種子田健：Bass (#€)
- 遠山哲朗：Electric Guitar (#2)
- 竹上良成：Sax, Trumpet (#2)
- 小田原友洋、高屋亜希那：Chorus (#2)
- 中西亮輔：All Other Instruments (#2)
- 徳永友美ストリングス：Strings (#3)
- 高橋臣宜グループ：Horn (#3)
- 斉藤葉：Harp (#3)
- 小竹満里：Timpani (#3)
- 有泉一：Percussions (#3)
- 古川昌義：Acoustic Guitars (#3)
- 知野芳彦：Chorus (#3.5)
- 新井俊也：Programming (#3)
- 山本拓夫：Flute (#4)
- 金原千恵子ストリングス：Strings (#4)
- ナイス橋本：Chorus, Shout (#4)
- KIZUNA BOYZ：Shout (#4)
- TOMISIRO：All Other Instruments (#4)
- ウィル・アイ・アム：Drum Programming, Keyboards (#5)
- 岡嶋かな多：Chorus (#5)

## テレビ出演
Still U
- 『SMAP×SMAP』（2008年9月22日、関西テレビ・フジテレビ）
この回の音楽コーナー「S-Live」でテレビ初披露。

はじまりのうた
- 『SMAP×SMAP』（2008年11月3日、関西テレビ・フジテレビ）
この回の音楽コーナー「S-Live」でテレビ初披露。

Theme of 019 
- 『SMAP×SMAP』（2009年6月22日、関西テレビ・フジテレビ）
この回の音楽コーナー「S-Live」でBLACK EYED PEASとSMAPのコラボでテレビ初披露。

どうか届きますように
- 『SMAP×SMAP』（2011年3月21日、関西テレビ・フジテレビ）
この回の音楽コーナー「S-Live」のテーマ「Message Song From SMAP」でテレビ初披露。